# Okręgowe rozgrywki w piłce nożnej woj. olsztyńskiego (1955)
Drużyny z województwa olsztyńskiego występujące w ligach centralnych i makroregionalnych:
- I liga – brak
- II liga – brak
- III liga – Kolejarz Olsztyn, Kolejarz Ostróda

Rozgrywki okręgowe:
- klasa A (IV poziom rozgrywkowy)
- klasa B - 2 grupy (V poziom rozgrywkowy)
- klasa C - 6 lub 7 grup (VI poziom rozgrywkowy)

## Klasa A
| Poz. | Klub                   | M  | Pkt. |
| ---- | ---------------------- | -- | ---- |
| 1    | Gwardia Olsztyn (s)    | 18 | 32   |
| 2    | Gwardia Kętrzyn        | 18 | 31   |
| 3    | Sparta Olsztyn         | 18 | 22   |
| 4    | Sparta Nidzica         | 18 | 16   |
| 5    | Kolejarz Iława         | 18 | 16   |
| 6    | Sparta Mrągowo         | 18 | 15   |
| 7    | Kolejarz Olsztynek (b) | 18 | 14   |
| 8    | Budowlani Olsztyn      | 16 | 13   |
| 9    | Sparta Giżycko         | 18 | 12   |
| 10   | Gwardia Szczytno (b)   | 18 | 9    |

## Klasa B
- grupa I - awans: Drwęca Nowe Miasto Lubawskie, Działdowianka Działdowo
- grupa II - awans: Orzeł Kętrzyn, Warmia II Olsztyn